# Linie transmisyjne TEM
Linie transmisyjne TEM (in. linie długie) – fale płaskie typu TEM lub zbliżone quasi-TEM. Jest to teoretyczny łącznik pomiędzy teorią pola elektromagnetycznego a teorią obwodów o stałych skupionych. Linie transmisyjne są obwodami o stałych rozłożonych.
Parametry linii określa się w odniesieniu do jednostki długości linii.
Pojemność jednostkowa: {\displaystyle c={\frac {\varepsilon }{|U_{0}|^{2}}}\int {\overrightarrow {E}}\cdot {\overrightarrow {E^{*}}}ds}
Rezystancja jednostkowa: {\displaystyle R={\frac {R_{S}}{|I|^{2}}}\int \limits _{C_{1}+C_{2}}{\overrightarrow {H}}\cdot {\overrightarrow {H^{*}}}dl}
Konduktancja jednostkowa: {\displaystyle G={\frac {\omega \varepsilon '''}{|U_{o}|^{2}}}\int \limits _{S}{\overrightarrow {E}}\cdot {\overrightarrow {E^{*}}}dl}

## Rodzaje linii transmisyjnych

### Linia współosiowa
Pomiędzy przewodnikami znajduje się przestrzeń, która jest wypełniona dielektrykiem (tworzywo sztuczne lub powietrze). Ze względu na ekran linia ta promieniuje znikomo małymi polami rozproszonymi, nie "zbiera" też zakłóceń wewnętrznych. Nie jest wrażliwa na zbliżenie do innych przedmiotów, a jej konstrukcja mechaniczna jest bardzo trwała (co najmniej 10 lat użytkowania) i odporna na czynniki zewnętrzne, które nie powodują zmian parametrów elektrycznych linii.

### Linia symetryczna
Pozwala realizować dość duże wartości impedancji charakterystycznych. Jej wady to znaczny poziom pól zakłócających promieniowanych (lub odbieranych) przez linię oraz wpływ blisko znajdujących się przedmiotów na jej parametry elektryczne. Jeżeli przewody są umieszczone w tworzywie sztucznym (kable antenowe), to działanie promieni ultrafioletowych i czynników atmosferycznych powoduje szybką korozję tworzywa (2-3 lata). Jej symetria polega na tym, że potencjały w obu przewodach są równe co do wartości i przeciwne co do znaku względem wspólnego potencjału odniesienia (najczęściej ziemi.) W obu przewodach płynie prąd I w przeciwnych kierunkach. W praktyce model ten jest zakłócony nieidealną symetrią przewodów (błędy wykonania, zbliżenie do innych przedmiotów).

### Linie mikropaskowe i paskowe
Używane w technice mikrofalowej. Wykonane są one w technice obwodów drukowanych, co ułatwia połączenia z elementami elektronicznymi oraz redukuje koszty urządzenia. Charakterystyczną cechą tych linii jest dość duża tłumienność, co jednak nie stanowi większej przeszkody w krótkich połączeniach. Linia mikropaskowa jest strukturą niesymetryczną względem ziemi, a część linii pola zamyka się w powietrzu, co powoduje występowanie składowych wzdłużnych pola o małych wartościach, dlatego też linię tę nazywamy linią quasi-TEM.

## TEM jako czwórnik
Jeżeli interesuje nas napięcie i prądy tylko na zaciskach linii wówczas można potraktować ją jako czwórnik. 
Oznaczenia:
- U1 – napięcie na wejściu linii
- I1 – prąd na wejściu linii
- U2 – napięcie na końcu linii
- I2 – prąd na końcu linii
- Zc – impedancja charakterystyczna (falowa)

Zakładając, że mamy podane napięcie i prąd na wejściu linii(dla z=0) otrzymujemy następujące równania:
U1=U 0++ U0-
-I1Zc=U0 - -U0+
Postać macierzy łańcuchowej linii transmisyjnej:
- linie bezstratne 
  1. linia nieskończona
  2. linia o skończonej długości
  3. linia zwarta na końcu
  4. linia rozwarta na końcu
  5. połączenie dwóch linii transmisyjnych
- linie transmisyjne stratne 
  1. linia niezniekształcająca
  2. linia stratna obciążająca